# IC 410
IC 410 este o nebuloasă  de emisie situată la circa 12.000 de ani-lumină de Pământ, în constelația Vizitiul. Nebuloasa conține în centrul ei roiul deschis NGC 1893.
A fost descoperită de astronomul german Max Wolf, la 25 septembrie 1892.